# Surprise des Halles
La Surprise des Halles est une variété de fraise (Fragaria × ananassa Duch.), issue de la région de Dijon (France). 

Développée en 1925 à Dijon, elle a été beaucoup plantée dans le sud-est de la France et à Vottem en Belgique.

## Histoire
Variété créée en 1925 par Jules Guyot, introduite sur les marchés en 1929,.

## Cultivation et commercialisation
Elle remplaça la variété Ladette dans le sud-est de la France lors de son introduction à cause de sa précocité .
En Belgique, après la seconde guerre mondiale, cette variété était commercialisée par la Criée Coopérative de Vottem, où elle était surtout cultivée dans le centre et la partie basse du village, ainsi qu’à La Préalle (Herstal). Dans les années 1950, cette criée commercialisait entre 18 et 37 tonnes de fraises par année, produites par environ 200 producteurs.
Actuellement, les fraisiers sont commercialisés notamment par M. Martin à Soumagne.

## Caractéristiques
Les plants produisent des fruits moyens. Fruit conique rouge vif et brillant à chair rosée sucrée, légèrement acidulée, parfumée, variété productive. Cette fraise est hâtive (12 jours avant Madame Moutot) .

## Cultivation[5]
- Epoque de floraison : printemps-été
- Hauteur : 30 cm
- Terre : Acide, riche en humus, drainantes
- Exposition : soleil
- Multiplication : semis , stolon , division de touffe
- Période de multiplication (semis, bouturage, etc.): Février, Mars
- Strate végétale : Herbacée
- Pollinisation : allogame
- Type de végétation : persistant
- Cycle de vie : vivace
- Propriétés : Fruit comestible, Fruits rouges/petits fruits

## Conservation de la variété
Le matériel génétique de cette fraise est conservé notamment à la Banque génétique pour les Fruits à Dresde, et à la Bundessortenamt à Wurzen en Allemagne, où on la cultive afin de maintenir la variété.